# Jana Witthed
Jana Witthed, född 28 juni 1948 i Zlín, Tjeckoslovakien,  är en författare och journalist som skriver på både tjeckiska och svenska.

## Biografi
Jana Witthed växte upp i Prag, där hon också tog studenten samt skrev sina första litterära alster. År 1971 fick hon asyl i Sverige, och studerade sedan till psykolog vid Lunds universitet.
Hennes litterära och journalistiska arbeten antog redan från början en kritisk hållning mot det totalitära. Till skillnad från många andra emigranter avsade hon sig dock aldrig det tjeckiska medborgarskapet. I Sverige deltog Witthet i att starta och ge ut ett informationsblad med korta nyheter om vad som hände i Tjeckoslovakien, detta utvecklades så småningom till en enklare tidskrift för tjecker i Skandinavien. Under uppstarten av "Občanské fórum" deltog hon aktivt i att skaffa stöd till denna rörelse, som kämpade mot det totalitära och för att förverkliga Sammetsrevolutionens demokratiska ideal och som startades av Václav Havel.
Jana Witthed publicerar i både svenska och tjeckiska tidskrifter och också på Internet. Man hittar hennes bidrag förutom i t.ex. Göteborgs-Posten i tidskrifter som Fenix, Aurora, Allt om Böcker, Ord & Bild, Öppen Scen, Artes och Horisont. I Tjeckien har hon blivit publicerad i Obrys, Literární noviny, Telegraf, Tvar, Weles, A2, Severskè listy, Český dialog, Český kalendář m.fl.

## Verk
Poesisamlingen Kristallandets skeppsbrutna (Trosečníci křišťálové země) skrevs under de år som Witthed inte kunde publicera sig i Tjeckoslovakien. Händelserna kring Pragvåren har en central plats i diktsamlingen. Några dikter ur boken fick pris i en internationell tävling i Stockholm med 4000 bidrag från hela Europa. Diktsamlingen har översatts av Mats Larsson och författaren själv till svenska och utkom på Symposion år 2008. Presentationen av diktsamlingen Zastavení v hloubce času ägde rum på PEN-klubben i Prag. Senaste poesisamlingen har titeln Litiluisté nosí železnou korunu a navštěvují krále (ungefär Litiluisterna bär järnkrona och besöker kungen).
Nyligen publicerade Witthed sin första barnbok med titeln Sagan om en stjärnas stora äventyr på himmelen och i viken.
I Sverige har Witthed vunnit pris för en novell, och hon har skrivit en essä om J.A. Komenský. Hon har publicerat i tjeckiska och skandinaviska antologier och har blivit översatt till svenska, norska, engelska, tyska och persiska.
Jana Witthed har även ägnat sig åt översättning, t.ex. har hon översatt Tomas Tranströmers poesi till tjeckiska. Hon är medlem i både svenska författarförbundet och tjeckiska författarförbundet samt i PEN.

### Diktsamlingar
- Trosečníci křišťálové země, Protis, Prag 1997
- Zastavení v hloubce času, Alfa-Omega, Prag 2007
- Kristallandets skeppsbrutna, Symposion, Stockholm 2008 (dikterna är tolkade av Mats Larsson i samarbete med författaren)
- Litiluisté nosí železnou korunu a navštěvují krále, Protis, Prag 2011

### Barnbok
- Sagan om en stjärnas stora äventyr på himmelen och i viken, Alma Förlag, 2016

### Antologier
- Ord i bevegelse, Cappelens Forlag, Oslo 1995
- … med elektriskt regn i mitt blod, GSG, Göteborg 2000
- Sbírka klíčů / Schüsselsammlung, Protis-Dauphin, Prag 2007
- Držím se hvězd, Alfa-Omega, Prag 2008
- Poesiplanket, Författarnas bokmaskin, Stockholm 2010
- Lost in Migration, Natvekstaden Kutur i Väst, Göteborg 2011
- Ptáci z podzemí, Almanach české poezie, Praha 2013
- Über den Dächern das Licht - Nad střechami světlo, Protis-Dauphin, Prag 2014
- Pastýři noci, Nakl. M. Hodek, Praha 2014
- Rybáři odlivu, Almanach, Praha 2015
- Řezbáři stínů, Almanach české poezie, Hradec Králové 2016
- Řeka úsvitu, Almananch, Hradec Králové 2017
- Sofra Poetike 2018, Borås 2018
- Společně - Together, Czech Centre International P.E.N., Prague 2018
- Klare Begegnungen - Jasná setkání, Dauphin, Prag 2018
- Sofra Poetike 2019, Borås 2019
- Delty domovů, Almanach české poezie, Praha 2019
- Literáti na trati VI, Epika, Jindřichův Hradec 2019
- Poetiska verser från Viskan, Borås 2020
- Cesta k hoře úsvitu, Almanach české poezie, Hradec Králové 2020
- Literáti na trati VIII, Epika, Jindřichův Hradec 2021
- Fontän av ord, Borås 2021
- Poezie, Almanach, Frýdek-Místek 2021
- Ohlédni se, nezkameníš, Almanach české poezie, Hradec Králové 2021
- Diktantologi, Borås 2022
- Chléb pouště, Almanach české poezie 2022
- Poezie grafikónu, Epika, Jindřichův Hradec 2022
- Řeky slov, Epika, Jindřichův Hradec 2023
- Poezie železné dráhy, Epika Jindřichův Hradec 2023
- Ord med vingar, Borås 2023
- En krans av ord, Borås 2024
- Vesmír slov, Epika, Jindřichův Hradec 2024
- Příběhy s vůní dálek, Epika, Jindřichův Hradec 2024
- Dvě minuty od pravdy..., Almanach české poezie 2024